# Melogale cucphuongensis
Melogale cucphuongensis (харсун кукфіонгський) — вид хижих ссавців з родини Мустелові (Mustelidae). Відмінності з іншими представниками роду особливо очевидні в черепній морфології. Ґрунтуючись на дослідженнях послідовностей мітохондріального цитохрому гена було встановлено, що М. cucphuongensis належить роду Melogale належить і є сестринським видом до Melogale moschata і Melogale personata.

## Поширення
Відомий тільки з його типової місцевості, в'єтнамського національного парку Кук Фіонг. Місце існування складається в основному з незайманого або злегка погіршеного лісу, який росте на вапнякових утворень.

## Опис
Голотип має довжину голови й тіла 36 см, довжину черепа 8,1 см і 17 см хвіст. Він важив 800 г. Тварина темно-коричнева й трохи сріблясто поблискує. На верхній частині голови, між очима і вухами, є невеликі білі плями. Вузька біла, з чорною обробкою смужка проходить від потилиці до плечей. Низ від кремового до світло-коричневого. Хвіст відносно короткий, густий і монохромний. Темно-коричневі вуса численні і дуже довгі. Лапи невеликі, підошви голі. Від кремових до світло-коричневих кігтів на передніх лапах дуже довгі й злегка зігнуті.
Відрізняється від інших представників роду, головним чином, набагато меншою, тонкою й злегка кирпатою мордочкою, нижчими виличними дугами, більш близькими і вужчими очницями. Зубна формула I3/3, C1/1, P4/4, M1/2 = 38, як і інших представників роду.